# Alpha Molo
Pour les articles homonymes, voir Molo.
Alpha Yaya Molo Baldé (ou Alfa Moolo), était, au XIXe siècle, un chef peul de la région du Firdou (actuelle région de Kolda) créateur du royaume du Fouladou, au sud du Sénégal.
Son fils Moussa Molo (ou Musa Moolo) lui a succédé.

## Biographique
Alpha Yaya Molo Baldé dont les ancêtres étaient des Mandingues à l'origine, venus du Mali.

## Postérité
Un établissement d'enseignement secondaire de Kolda s'appelle aujourd'hui Lycée Alpha Molo Baldé. Il possède aussi un arbre à kolda qui date de son temps qu'on peut visiter de nos jours